# Kılıç Arslan IV.
Kilidsch Arslan IV. oder Kylydsch Arslan (osmanisch قلج أرسلان Kilic Arslan, DMG Qiliğ Ārslān, deutsch ‚Löwenschwert‘, auch Kilitsch Arslan, Qiliğ-Arslan oder Kilij Arslan; * zwischen 1237 und 1240; † 1265), mit vollem Namen Rukn ad-Dīn Qiliğ Ārslān ibn Kaiḫusrau (ركن الدين قلج ارسلان بن كيخسرو türkisch IV. Rükneddin Kılıç Arslan), war ein seldschukischer Herrscher des Sultanats von Rum und regierte von 1248 bis 1265.
Er war der Sohn des Kai Chosraus II., der die Schlacht vom Köse Dağ gegen die Mongolen unter Baidschu verlor, woraufhin die Sultane zur Vasallen degradiert wurden. Die Niederlage führte auch zu einer Hungersnot in den verwüsteten Landstrichen Anatoliens. Kai Chosrau II. ernannte erst seinen anderen Sohn Kai Kaus II. zum Sultan. Kiliç Arslan IV. selber wurde als Botschafter zur Krönung des Güyük Khan zum mongolischen Hof geschickt. Die Mongolen sahen in Kilidsch Arslan IV. einen besseren Vasallen und erkannten ihn als rechtmäßigen Sultan an. Mit deren Hilfe wurde Kilidsch Arslan IV. 1248 in Kayseri zum Sultan gekrönt.
Nun gab es mit ihm zwei Sultane, was unweigerlich zu Konflikten zwischen den Brüdern führte. Erschwerend kam hinzu, dass sich ein dritter Bruder Kai Kobad II. in die Rivalitäten einmischte. Kai Kaus II. erneuerte daraufhin das Bündnis mit Nikäa, das sein Vater 1243 mit Johannes III. geschlossen hatte, und konnte Kilidsch Arslan IV. 1254 zunächst in Kayseri überrennen und gefangen nehmen. Aber 1256 unternahm der mongolische Feldherr Baiju einen Feldzug gegen Kai Kaus II. In der Nähe von Aksaray traf er auf die Truppen von Kai Kaus II. und besiegte diese. Kai Kaus II. blieb nur die Flucht zu seinen griechischen Verbündeten nach Nikäa.
Kilidsch Arslan IV. wurde 1256 neuer Sultan in Kayseri. Doch als er die Tributzahlungen einstellte, intervenierten die Mongolen erneut, während zeitgleich Kai Kaus II. wieder in Konya einzog. Am Vorabend ihres finalen Angriffs auf das Abbasiden-Kalifat in Bagdad setzte Möngke Khan 1257 nach Kai Kobads II. Tod, der 1257 das Opfer seiner Emire in Erzurum geworden war, die beiden noch lebenden Brüder als Teilherrscher ein, um die anatolische Flanke zu befrieden. So mussten beide Brüder sich 1260 mit Hilfstruppen am mongolischen Feldzug Hülegüs nach Syrien beteiligen. Nach der mongolischen Niederlage in der Schlacht bei ʿAin Dschālūt gegen die Mameluken unter Baibars aber bekämpften sie sich erneut, und wieder musste Kai Kaus II., der auf die Mameluken gesetzt hatte, vor einer erneuten mongolischen Invasion auf griechisches Gebiet fliehen, während Kilidsch Arslan IV. als alleiniger Sultan 1261 in Konya einzog. Kai Kaus II. ging 1263/1264 ins Exil auf die Krim, wo er 1279 starb.
So herrschte Kilidsch Arslan IV. von 1260 bis zu seinem Tod 1265 über das ganze Sultanat. Er eroberte Silifke von den Armeniern und nahm dem Kaiserreich Trapezunt die Stadt Sinop wieder ab. Allerdings wurde er 1265 bei einem Bankett mit den Mongolen unerwartet ermordet. Die Mongolen setzen seinen minderjährigen Sohn Kai Chosrau III. als Sultan ein.

## Quelle
- Kılıç Arslan IV. in Türkiye Diyanet Vakfı İslâm Ansiklopedisi (türkisch)

| Vorgänger    | Amt                      | Nachfolger       |
| ------------ | ------------------------ | ---------------- |
| Kai Kaus II. | Sultan von Rum 1248–1265 | Kai Chosrau III. |

| Personendaten    | Personendaten |
| ---------------- | --- |
| NAME             | Kılıç Arslan IV. |
| ALTERNATIVNAMEN  | Kilidsch Arslan IV.; Rukn ad-Din Kiliç Arslan IV.; Kilidsch Arslan; Kylydsch Arslan; Kilic Arslan; Qiliğ-Arslan; Kilij Arslan; ركن الدين قلج ارسلان بن كيخسرو; IV. Rükneddin Kılıç Arslan |
| KURZBESCHREIBUNG | Sultan von Ikonion |
| GEBURTSDATUM     | zwischen 1237 und 1240 |
| STERBEDATUM      | 1265 |